# شراگیم یوشیج

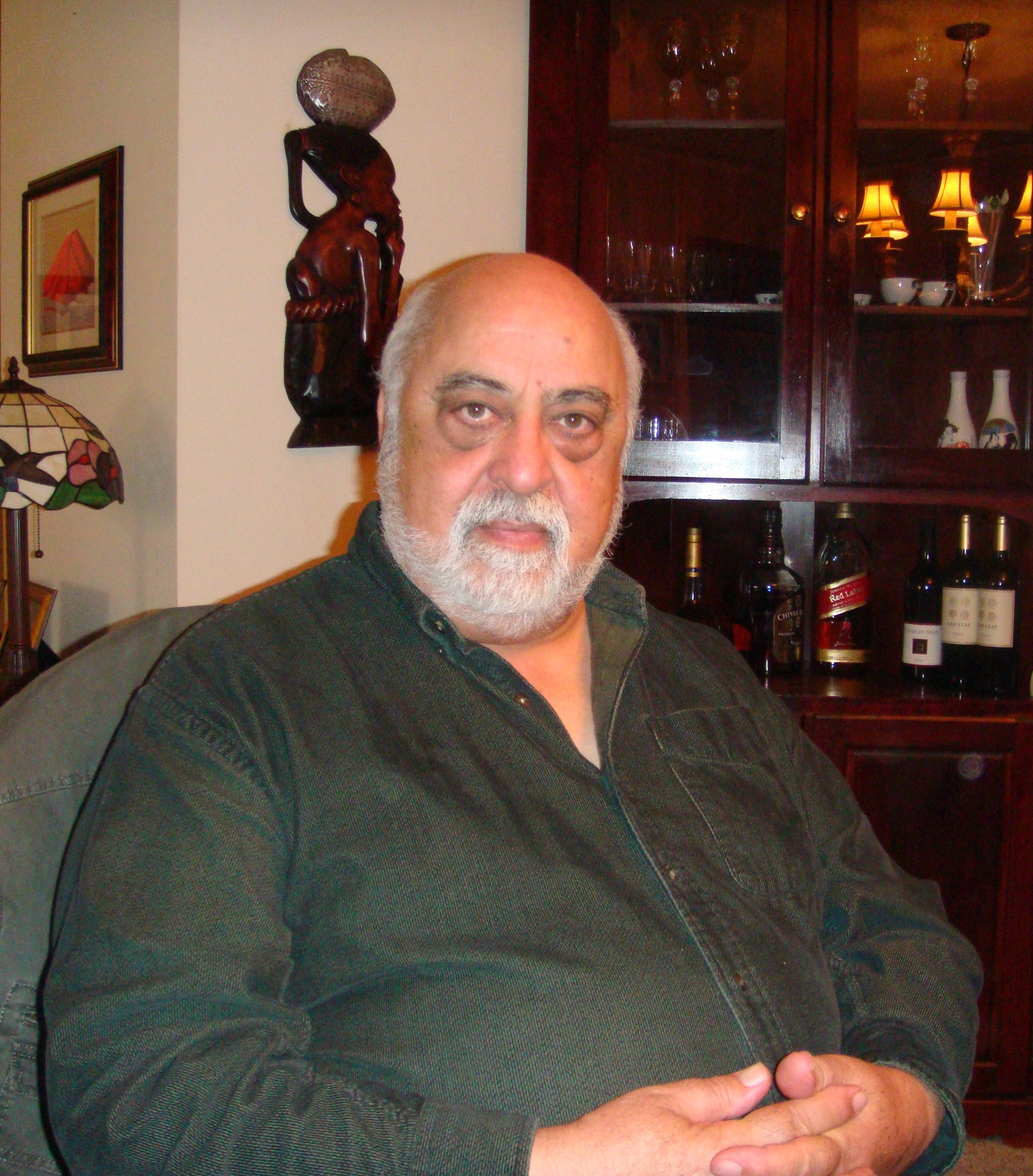

شراگیم یوشیج (زاده ۱۳ اسفندماه ۱۳۲۱) ناشر و نویسنده ایرانی است. وی یگانه فرزند نیما یوشیج است.

## زندگی
شراگیم یوشیج، در ۱۳ اسفندماه ۱۳۲۱ در تهران و در چهارراه یوسف‌آباد بیمارستان نجمیه متولد شد. شراگیم تنها فرزند نیما یوشیج و عالیه جهانگیری در خانواده‌ای ادیب و شاعر زیست و تحصیلات ابتدایی‌اش را در مدرسهٔ «زند» تجریش و مدرسهٔ عالی «سن‌لویی» در تهران گذراند. سپس در دوران محمدرضا شاه پهلوی، دورهٔ دبیرستان را در مدارس «شاهپور تجریش»، «نیکی اعلا» و «تمدن» تهران تحصیل کرد و آموزش زبان فرانسه را نیز که پیشتر در مدرسه سن‌لویی آموخته بود، بعدها به کار مطالعات دوران دانشجویی‌اش آمد.

### چاپ و نشر آثار نیما
شراگیم یوشیج به‌عنوان تنها وارث و بازماندهٔ پدر، از سال ۱۳۳۹ ـ یک سال پس از مرگ نیما ـ به همراه عالیه جهانگیری عهده‌دار چاپ و نشر آثار نیما شد و ماحصل فعالیت او در این دوران تا به امروز انتشار ده‌ها عنوان کتاب از آثار نیما یوشیج است.

### تحصیل و کار در فرانسه
شراگیم یوشیج در اواخر سال ۱۳۳۹ به فرانسه رفت و پس از تحصیل در دانشگاه سوربن پاریس ـ به جهت تقویت زبان فرانسه ـ در مدرسهٔ ایدک (مدرسهٔ عالی سینمای فرانسه) به تحصیل در رشتهٔ کارگردانی سینما پرداخت و در سازمان رادیو تلویزیون فرانسه ORTF نیز فعالیت کرد. او در سال ۱۳۴۴ با مینا میرهادی ازدواج کرد و صاحب دختری بنام گلرخ شد.

### استخدام در تلویزیون ملی ایران
شراگیم یوشیج همزمان با نظارت بر چاپ و نشر آثار نیما از اواخر دههٔ سی، در سال ۱۳۴۵ به دعوت فریدون رهنما، به استخدام سازمان تلویزیون ملی ایران درآمد و تا سال ۱۳۶۲ در تلویزیون و در قسمت تولید در مقام کارگردان مشغول به کار بود و آثار متعددی از جمله ضبط تلویزیونی برنامه‌های فرهنگی، هنری، ورزشی و… را در کارنامهٔ هنری‌اش به ثبت رساند که از جمله می‌توان به ضبط حدود ۱۷۰ تئاتر تلویزیونی از آثار نویسندگان و کارگردانانی همچون آربی اوانسیان، عباس نعلبندیان، علی حاتمی، بهمن مفید، پرویز صیاد، هژیر داریوش، پرویز کاردان، داود رشیدی، ارحام صدر و… اشاره کرد.

### زندگی و کار در آمریکا
شراگیم یوشیج از سال ۱۹۸۵ از فرانسه به آمریکا مهاجرت کرد و در دانشگاه تگزاس آستین به تدریس ادبیات فارسی به دانشجویان خارجی پرداخت و در کانال تلویزیونی شهر آستین، با برنامه‌ای فرهنگی و ادبی با نام NATIONAL IRANIAN MUSIC & ARTS ـ «نیما تی وی» فعالیت داشت.
او در شرایطی که معتقد است آثار نیما از سوی مصححان و ناشران، مغلوط و مغشوش به چاپ رسیده، همواره سعی کرده‌است نسخه‌هایی سره و منقح را در دسترس دوستداران نیما قرار دهد.

## نظارت بر طبع آثار نیما یوشیج
آثاری که از خاموشی نیما تا به امروز به نظارت شراگیم یوشیج به طبع رسیده‌است:
1. افسانه و رباعیات - چاپ اول: انتشارات کیهان ۱۳۳۹
2. ماخ‌اولا - چاپ اول: انتشارات شمس ۱۳۴۴ - چاپ دوم: انتشارات دنیا ۱۳۵۱
3. شعر من - چاپ اول: انتشارات جوانه ۱۳۴۵ - چاپ دوم: انتشارات امیرکبیر ۱۳۵۳
4. شهر شب، شهر صبح - چاپ اول: انتشارات مروارید ۱۳۴۶
5. ناقوس - چاپ اول: انتشارات مروارید ۱۳۴۶
6. قلم‌انداز - چاپ اول: انتشارات دنیا ۱۳۴۹ - چاپ دوم: انتشارات دنیا ۱۳۵۲
7. فریادهای دیگر و عنکبوت رنگ - چاپ اول: انتشارات جوانه ۱۳۵۰ - چاپ دوم: انتشارات دنیا
8. آب در خوابگه مورچگان - چاپ اول: انتشارات امیرکبیر ۱۳۵۱ - چاپ دوم: انتشارات امیرکبیر ۱۳۵۲
9. مانلی و خانهٔ سریویلی - چاپ اول: انتشارات امیرکبیر ۱۳۵۳
10. حکایات و خانوادهٔ سرباز - چاپ اول: انتشارات امیرکبیر ۱۳۵۳
11. نمونه‌هایی از شعر نیما یوشیج - چاپ اول: شرکت سهامی کتاب‌های جیبی ۱۳۴۲
12. کندوهای شکسته (گزیده‌ای از داستان‌هایی از نیما) - چاپ اول: انتشارات نیل ۱۳۵۰
13. حرف‌های همسایه - چاپ اول: انتشارات دنیا، اوایل دههٔ پنجاه - چاپ دوم: انتشارات توس با همکاری گوتنبرگ
14. ارزش احساسات و پنج مقالهٔ در شعر و نمایش - چاپ اول: انتشارات توس با همکاری گوتنبرگ ۱۳۵۱
15. تعریف و تبصره و یادداشت‌های دیگر - چاپ اول: ۱۳۴۸ - چاپ دوم: انتشارات امیرکبیر ۱۳۵۰
16. نامه‌های نیما به همسرش - چاپ اول: انتشارات آگاه ۱۳۵۰
17. دنیا خانهٔ من است (مجموعهٔ ۵۰ نامه از نیما) - چاپ اول: انتشارات زمان ۱۳۵۰ - چاپ دوم: انتشارات زمان ۱۳۵۲
18. کشتی و توفان (مجموعهٔ ۵۰ نامه از نیما) - چاپ اول: انتشارات امیرکبیر ۱۳۵۱
19. ستاره‌ای در زمین (مجموعهٔ ۵۰ نامه از نیما) - چاپ اول: انتشارات توس ۱۳۵۲
20. آهو و پرنده‌ها (داستان برای کودکان) - چاپ اول: کانون پرورش فکری کودکان و نوجوانان ۱۳۴۹
21. توکایی در قفس (داستان برای کودکان) - چاپ اول: کانون پرورش فکری کودکان و نوجوانان ۱۳۵۰
22. مجموعه اشعار نیما یوشیج - چاپ اول: انتشارات اشاره ۱۳۷۶
23. مجموعهٔ کامل نامه‌های نیما یوشیج - چاپ اول: انتشارات دفترهای زمانه ۱۳۶۸ - چاپ دوم: انتشارات نگاه
24. یادداشت‌های روزانهٔ نیما یوشیج[۴] - چاپ اول: انتشارات مروارید۱۳۸۷
25. دیوان رباعیات نیما یوشیج[۵] - چاپ اول: انتشارات مروارید ۱۳۹۲
26. دفترهای نیما؛ مجموعه آثار منثور نیما یوشیج[۶] - چاپ اول: انتشارات رشدیه ۱۳۹۶
27. دفترهای نیما؛ مجموعه اشعار نیما یوشیج[۷] - چاپ اول: انتشارات رشدیه ۱۳۹۷